# Caproni Ca.50
Il Caproni Ca.50 fu un biplano trimotore in configurazione mista traente-spingente sviluppato dall'azienda italiana Aeronautica Caproni nei tardi anni dieci del XX secolo e rimasto allo stadio di prototipo.
Direttamente derivato dai bombardieri identificati, durante la prima guerra mondiale, dal Regio Esercito come serie Ca.5, fu uno dei primi esempi di velivolo specificatamente destinato ad operare come aeroambulanza in territorio di guerra.

## Storia del progetto
Durante il primo conflitto mondiale l'impossibilità di poter fornire un'adeguata assistenza ai feriti gravi direttamente sul campo di battaglia a causa delle limitate attrezzature a disposizione degli ospedali da campo determinò un elevato numero di perdite di vite umane che, in altre condizioni, si sarebbero potute salvare.
Per cercare di ovviare al problema Gianni Caproni avviò lo sviluppo di un velivolo specificatamente studiato per trasportare velocemente i feriti gravi dalle zone di battaglia alle retrovie in modo da poter essere ricoverati in strutture ospedaliere e ricevere tutte le cure necessarie tese a salvare loro la vita.
La base di partenza furono due varianti della serie dei bombardieri trimotori Ca.5, così genericamente identificate dal Regio Esercito, ed in seguito identificate dall'azienda come Ca.44 e Ca.45. Dei bombardieri il nuovo modello manteneva la struttura generale, una cellula composta da una navicella centrale e due travi di coda posizionate tra le ali superiore ed inferiore, la prima che integrava nella parte posteriore un motore in configurazione spingente, le seconde in cui erano inseriti gli altri due motori all'apice anteriore in configurazione traente e che terminavano posteriormente in un impennaggio dotato di un unico piano orizzontale e tre elementi verticali. La differenza stava nella collocazione di uno scompartimento removibile applicato sopra entrambe le travi di coda, una struttura completamente richiudibile tramite pannelli dove alloggiare una barella per lato evitando così che i militari in gravi condizioni potessero risentire della corrente d'aria provocata dalle eliche, delle intemperie o del sole diretto. Oltre ai due feriti gravi potevano alloggiare altri due feriti leggeri nella navicella centrale assieme all'equipaggio.
Il prototipo venne realizzato nel corso del 1917 e rimase l'unico costruito, ma non è noto se sia mai stato utilizzato sul campo.

## Utilizzatori
Italia
- Corpo Aeronautico Militare del Regio Esercito (previsto)